# Ernst-Rüdiger Kiesow
Ernst-Rüdiger Kiesow (* 9. Januar 1926 in Schönhagen; † 16. Juni 2003 in Rostock) war ein evangelischer Theologe.

## Leben
Nach einem Studium der Theologie an der Universität Greifswald und der Humboldt-Universität zu Berlin wurde er Assistent bei Otto Haendler in Berlin. Seine Dissertation erfolgte 1955, im Jahr 1962 wurde er mit einer Arbeit zu Carl Gustav Jung habilitiert.
Er war Gemeindepfarrer in Berlin-Pankow. Am 1. September 1965 wurde er als Professor für Praktische Theologie an die Universität Rostock berufen. 1968 bis 1970 war er Dekan der Theologischen Fakultät. Im Senat der Universität verweigerte er seine Unterschrift unter eine Erklärung, die die Invasion des Warschauer Paktes in Prag 1968 begrüßte.
Kiesow gehörte der Landessynode der Evangelisch-Lutherischen Landeskirche Mecklenburgs und 15 Jahre der Synode des Bundes der Evangelischen Kirchen in der DDR an.
1983 wurde Kiesow zum Ehrendoktor der Universität Helsinki und 1994 zum Ehrensenator der Universität Rostock ernannt.